# Police (stad)

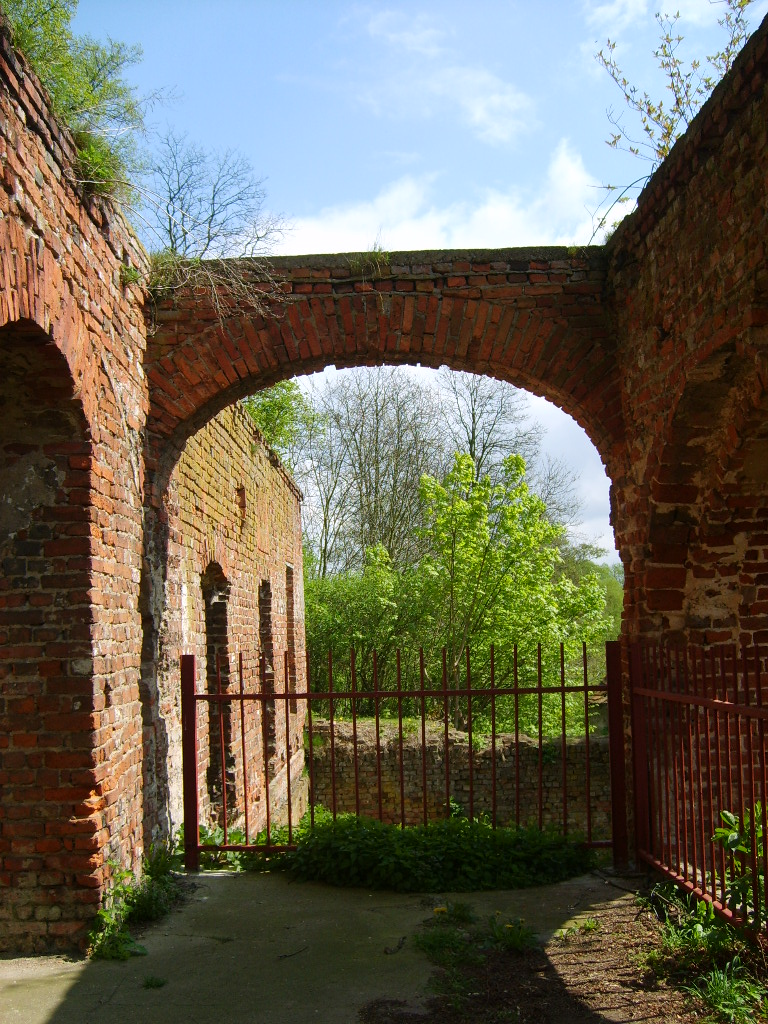
Klosterruinen i Jasienica.

Police (uttalas [pɔˈlitsɛ]; tyska: Pölitz) är en stad i nordvästra Polen och huvudort i distriktet Powiat policki i Västpommerns vojvodskap. Staden ligger omkring 15 km norr om Szczecin. Tätorten hade 33 571 invånare år 2014. Administrativt är Police en stads- och landskommun, med totalt 41 887 invånare i kommunen år 2014.

## Geografi
Staden ligger vid floden Oders västra strand nära mynningen i Oderlagunen, omkring 15 km norr om storstaden Szczecin. Staden är del av det historiska landskapet Vorpommern, vars östra del omkring Szczecin idag ligger i Polen. Väster om staden, på båda sidor om gränsen mot Tyskland, ligger skogsområdet Ueckermünder Heide.

## Historia
En riddare från orten, Bartholomeus de Polyz eller de Poliz omnämns 1249 och 1252 som vittne till hertigen Barnim I av Pommerns officiella skrivelser. År 1253 omnämns orten själv för första gången. År 1260 gavs orten stadsrättigheter av Barnim I enligt magdeburgsk rätt. Samtidigt gavs staden även fiskerirättigheter och land. På 1290-talet omnämns den pommerska hovmarskalken Otto von Drake som länsherre i staden.
Efter Otto von Drakes död utan arvingar gjorde hertigen Otto I av Pommern staden Szczecin till herrar över staden Pölitz. Staden förblev självstyrande men betalade avgifter till Szczecin, bland annat i form av trä, smör och fisk. Villkoren reglerades 1571 och 1758 i nya avtal men förblev en konfliktkälla mellan de båda städerna fram till 1800-talet.
Reformationen genomfördes i staden 1534. 1724 blev Pölitz del av Kreis Randow.
År 1895 uppfördes en ny Mariakyrka, och större delen av den gamla kyrkan revs 1896, utom sakristian som fortfarande står kvar. 1926 hade staden 4 963 invånare , fördelade på 1 346 hushåll.1939 blev Pölitz del av Stadtkreis Stettin. 

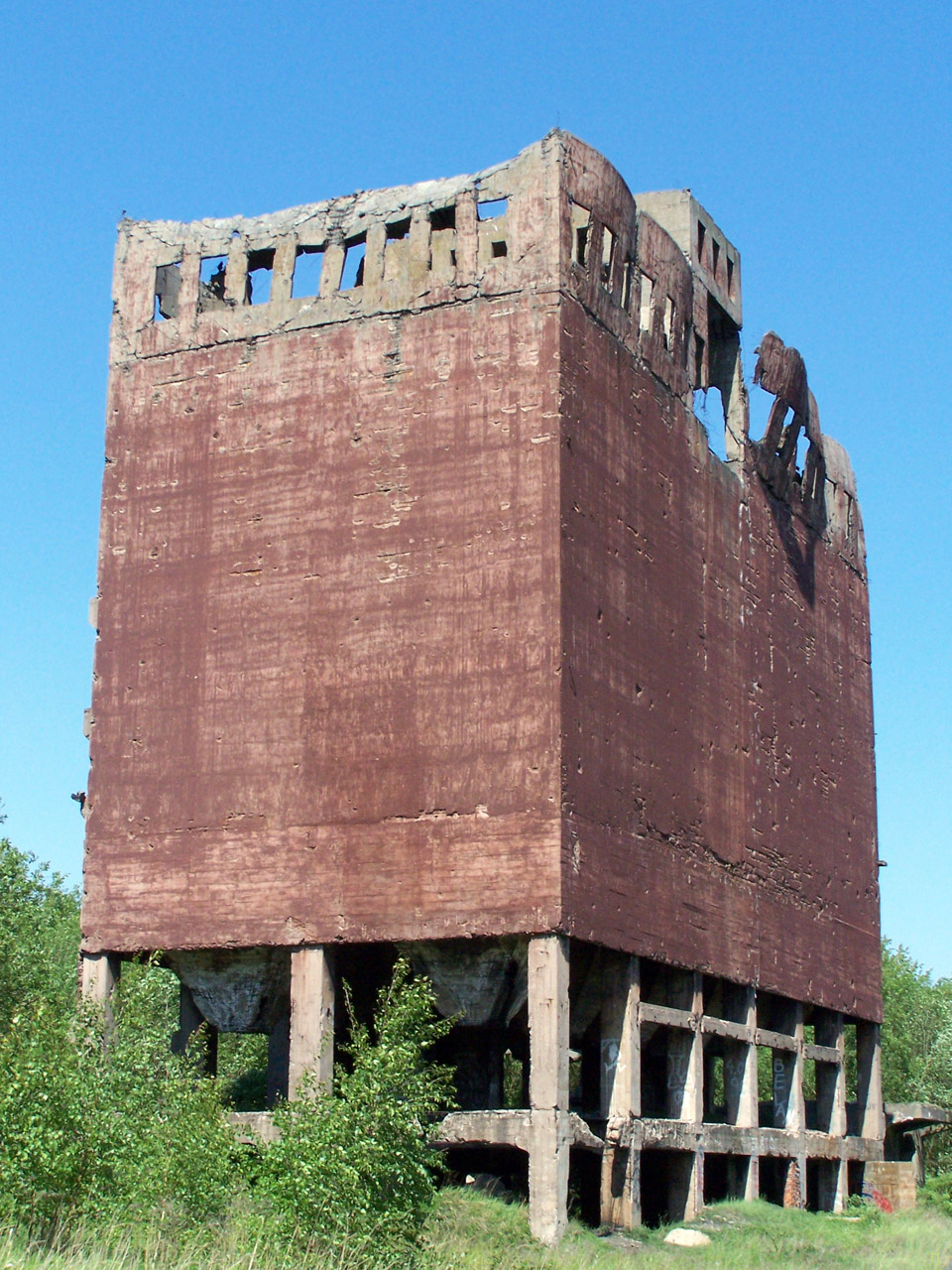
Ruiner av Hydrierwerke Pölitz

1937 grundades Hydrierwerke Pölitz AG, som framställde syntetisk bensin genom Bergiusprocessen från stenkol, bitumen och tjära. Fabriken började producera bränsle 1940. Fabriksområdet växte till slut till en yta av 1500 ha och man producerade 15 % av Nazitysklands framställning av syntetiska oljeprodukter. Under andra världskriget fanns här ett satellitläger till koncentrationslägret Stutthof då fabriken med tiden kom att drivas med mer slavarbetskraft. Bensinfabriken monterades ned av tyska tvångsarbetare efter kriget, och fördes som krigsskadestånd till Sovjetunionen. Ruinerna av fabriksområdet finns kvar än idag.
Efter nedmonteringen överlämnades staden 1946 till den polska civiladministrationen. Staden döptes då om till Police och den tyskspråkiga civilbefolkningen tvångsförflyttades över gränsen till Tyskland. Under 1940- och 1950-talen återbefolkades staden av flyktingar från andra delar av Polen och från de sovjetiska områdena öster om Curzonlinjen. 
Kemifabriken Zakłady Chemiczne Police grundades 1964. Sedan 1999 är Police huvudort i distriktet Powiat policki.

## Näringsliv
Staden har en av Polens största kemiska fabriker, Zakłady Chemiczne Police, och en djuphamn som utgör en del av det stora hamnkomplexet omkring Szczecin.

## Sevärdheter
- Mariakyrkans sakristia från 1200-talet.
- Nya Mariakyrkan, uppförd 1895.
- Lapidariet i stadsparken.
- Petrus och Paulus-kyrkan i Jasienica, med de äldsta delarna från 1300-talet.
- Klosterruinen i Jasienica.
- Naturområdet Ueckermünder Heide, på den polska sidan av gränsen kallat Puszcza Wkrzańska.
- Kusten vid Oderlagunen i Police-området (orterna Trzebież och Nowe Warpno)

## Kända personer från Police/Pölitz
- Ludwig Hollonius (omkr. 1570-1621), teolog och dramatiker
- Hans Modrow (född 1928), socialistisk politiker, Östtysklands regeringschef 1989-1990.